# Krotoszyński
Krotoszyński là một huyện thuộc tỉnh Wielkopolskie của Ba Lan. Huyện có diện tích 714 km². Đến ngày 1 tháng 1 năm 2011, dân số của huyện là 77471 người và mật độ 109 người/km².